# Fagasā
Fagasā – wieś w Samoa Amerykańskim, w Dystrykcie Wschodnim. Znajduje się w centralnej części północnego wybrzeża wyspy Tutuila. Według danych na rok 2010 liczyła 831 mieszkańców. Do miejscowości prowadzi droga nr 005, która łączy ją ze stolicą Pago Pago.